# Piano Bar (álbum)
Piano Bar é o terceiro álbum da carreira solo do roqueiro argentino Charly García. Foi lançado em 1984, com o selo Polygram.

## Faixas
Todas as músicas foram compostas e escritas por Charly García
| N.º            | Título                      | Duração |  |
| 1.             | "Demoliendo hoteles"        | 2:18    |  |
| 2.             | "Promesas sobre el bidet"   | 2:46    |  |
| 3.             | "Raros peinados nuevos"     | 3:36    |  |
| 4.             | "Piano bar"                 | 4:57    |  |
| 5.             | "No te animás a despegar"   | 4:09    |  |
| 6.             | "No se va a llamar mi amor" | 2:11    |  |
| 7.             | "Tuve tu amor"              | 3:35    |  |
| 8.             | "Rap del exilio"            | 2:10    |  |
| 9.             | "Cerca de la Revolución"    | 4:42    |  |
| 10.            | "Total interferencia"       | 5:00    |  |
| Duração total: | Duração total:              | 35:01   |  |

| Bonus track (re-edição de 2004) |                          |         |  |
| N.º                             | Título                   | Duração |  |
| 11.                             | "Canción para mi muerte" | 4:04    |  |
| Duração total:                  | Duração total:           | 39:05   |  |

## Créditos
- Charly García: Vocais, teclados, guitarra, e efeito.
- Fito Páez: teclados e coros.
- Pablo Guyot: guitarras.
- Alfredo Toth: baixo y coros.
- Willy Iturri: bateria.

### Músicos Convidados
- Daniel Melingo: saxofone em "Rap del exilio".
- Fabiana Cantilo: vocais em "Rap del exilio".

## Vendas e Certificações
| Ano  | Órgão | Certificação/Vendas | Vendas   |
| ---- | ----- | ------------------- | -------- |
| 1994 | CAPIF | ouro                | 50,000 + |

## Prêmios e honrarias

### Álbum
- A revista Rolling Stone Argentina colocou este álbum na posição n.º 12 da lista "los 100 mejores discos del rock argentino".[3]
- Nº46 do ranking "250 Mejores álbums del rock iberoamericano" da Revista "Alborde.com"[4]